# SEAT Open 1997
SEAT Open 1997 — жіночий тенісний турнір, що проходив на закритих кортах з килимовим покриттям у Люксембургу (Люксембург). Належав до турнірів 3-ї категорії в рамках Туру WTA 1997. Турнір відбувся вдруге і тривав з 20 до 26 жовтня 1997 року. Перша сіяна Аманда Кетцер здобула титул в одиночному розряді.

## Фінальна частина

### Одиночний розряд
Аманда Кетцер —  Барбара Паулюс 6–4, 3–6, 7–5
- Для Кетцер це був 3-й титул за сезон і 12-й — за кар'єру.

### Парний розряд
Лариса Нейланд /  Гелена Сукова —  Майке Бабель /  Лоранс Куртуа 6–2, 6–4
- Для Нейланд це був 2-й титул за сезон і 63-й — за кар'єру. Для Сукової це був 3-й титул за сезон і 82-й - за кар'єру.